# Le Génie latin

Le Génie latin est un livre d'Anatole France paru en 1913. Il se constitue de diverses préfaces sur l'œuvre, sur un ouvrage ou encore sur une caractéristique littéraire de divers auteurs.

## Auteurs chroniqués
- Daphnis et Chloé
- La Reine de Navarre
- Paul Scarron
- Jean de La Fontaine
- Molière
- Jean Racine
- Alain-René Lesage
- L'Abbé Prévost
- Bernardin de Saint-Pierre
- Xavier de Maistre
- Benjamin Constant
- Chateaubriand
- Sainte-Beuve
- Albert Glatigny